# Гранична провера
Гранична провера или (по)гранична контрола представља надзор на прелажењем државне границе. Гранична провера укључује мере које врши надлежно државно тело (у Србији царина и гранична полиција) циљу надзора државних граница, посебно у случају преласка лица и робе на граничним прелазима.

## Опис граничне провере
Гранична провера обухвата низ радњи провере:
- царинска провера,
- пасошка провера (као и сличних исправа, попут визе),
- безбедносна провера,
- санитарно-хигијенска провера (укључујући и карантин) и др.

## Званично одређење појма
Према Закону о заштити државне границе гранична провера (контрола) је провера лица и путних исправа, провера превозног средства и провера ствари која се врши на подручју граничног прелаза у вези са намераваним преласком државне границе или непосредно након што је извршен прелазак државне границе и друга контрола промета лица, робе, услуга, превозних средстава, животиња и биља преко државне границе одређена законом.
Према Шенгенском уговору, као закону Европске уније, одређен је појам граничне провере, који означава делатност која се врши на граници, [...] која обухвата проверу одговарајућих међународних исправа (пасош, виза и др.) и надзор границе (Члан 2., Тачка 9.);
.